# Eiði község
Eiði község (feröeriül: Eiðis kommuna) egy község Feröeren. Eysturoy északnyugati részén fekszik. Központja Eiði. A Føroya Kommunufelag önkormányzati szövetség tagja.

## Történelem
A község 1894-ben jött létre Eiði egyházközség (Eiðis sóknar kommuna) néven, amikor kivált Eysturoy egyházközségből. Jelenlegi formáját 1944-ben nyerte el, Sundini község kiválásával.

## Önkormányzat és közigazgatás

### Települések
| Település  | Népesség | Mióta a község része | Előző község          | Meddig a község része | Következő község | Megjegyzés         |
| ---------- | -------- | -------------------- | --------------------- | --------------------- | ---------------- | ------------------ |
| Eiði       | 688      | 1894                 | Eysturoy egyházközség |                       |                  | A község székhelye |
| Ljósá      | 36       | 1894                 | Eysturoy egyházközség |                       |                  |                    |
| Norðskáli  |          | 1894                 | Eysturoy egyházközség | 1944                  | Sundini község   |                    |
| Oyrarbakki |          | 1894                 | Eysturoy egyházközség | 1944                  | Sundini község   |                    |
| Oyri       |          | 1894                 | Eysturoy egyházközség | 1944                  | Sundini község   |                    |
| Svínáir    | 43       | 1894                 | Eysturoy egyházközség |                       |                  |                    |

### Polgármesterek
- Rólant Poulsen (2009–)[7][8]
- Tordur J. Niclasen ( – 2008)[9]

## Népesség
| Év              | Lakosság |
| --------------- | -------- |
| 1986. január 1. | 640      |
| 1991. január 1. | 721      |
| 1996. január 1. | 626      |
| 2001. január 1. | 706      |
| 2006. január 1. | 712      |